# Cúp BTV 2018
Tính đến ngày 30 tháng 12 năm 2018
Cúp BTV 2018 có tên gọi chính thức là Giải bóng đá quốc tế Truyền hình Bình Dương lần thứ XIX- Cúp Number One là mùa giải lần thứ 19 của giải BTV Cup do Truyền hình Bình Dương và Number One đồng tổ chức, diễn ra từ ngày 20 tháng 12 đến ngày 30 tháng 12 năm 2018 trên sân vận động Gò Đậu tại Bình Dương.

## Các đội tham dự
| Đội bóng           | Thành tích Mùa trước       | Huấn luyện viên   | Đội trưởng      |  |
| ------------------ | -------------------------- | ----------------- | --------------- |  |
| Becamex Bình Dương | Thứ 7 (V.League 1 - 2018)  | Trần Minh Chiến   | Lê Tấn Tài      |  |
| Hoàng Anh Gia Lai  | Thứ 10 (V.League 1 - 2018) | Dương Minh Ninh   | Lê Văn Sơn      |  |
| Sài Gòn            | Thứ 8 (V.League 1 - 2018)  | Nguyễn Thành Công | Nguyễn Ngọc Duy |  |
| SHB Đà Nẵng        | Thứ 9 (V.League 1 - 2018)  | Lê Huỳnh Đức      | Hoàng Minh Tâm  |  |
| Đại học Hanyang    | N/A                        | Jung Jae Kwon     | Yoon Gi Baek    |  |

## Kết quả chi tiết
Các đội bóng thi đấu vòng tròn một lượt để tính điểm xếp hạng. Cách tính điểm, xếp hạng khi thi đấu vòng tròn theo thứ tự: Tổng số điểm; Thành tích đối đầu; Hiệu số của tổng số bàn thắng trừ tổng số bàn thua; Tổng số bàn thắng; Đá luân lưu 11m nếu còn thi đấu trên sân; Bốc thăm.
| Becamex Bình Dương | 1–1            | Sài Gòn          |
| ------------------ | -------------- | ---------------- |
| Tô Văn Vũ 87'      | Video Chi tiết | Thiago Moura 80' |

| SHB Đà Nẵng          | 1–4            | Hoàng Anh Gia Lai                                                               |
| -------------------- | -------------- | ------------------------------------------------------------------------------- |
| Nguyễn Thanh Hải 11' | Video Chi tiết | Châu Ngọc Quang 9' · Trần Bảo Toàn 29' · Lê Minh Bình 79' · Triệu Việt Hưng 81' |

| Sài Gòn                        | 1–1            | Đại học Hanyang         |
| ------------------------------ | -------------- | ----------------------- |
| Dominique Da Sylva 32' (ph.đ.) | Video Chi tiết | Cha Oh Yeon 12' (ph.đ.) |

| Becamex Bình Dương                            | 2–2            | SHB Đà Nẵng                             |
| --------------------------------------------- | -------------- | --------------------------------------- |
| Koulibaly Elis Kampri 1' · Đinh Hoàng Max 68' | Video Chi tiết | Robert De Souza 24' · Phan Văn Long 40' |

| Sài Gòn                                   | 1–2            | Hoàng Anh Gia Lai                                   |
| ----------------------------------------- | -------------- | --------------------------------------------------- |
| Nguyễn Quốc Long 71' · Phan Văn Phong 70' | Video Chi tiết | Gabriel Carmo 51' · Chevaughn Junior Hugh Walsh 73' |

| Đại học Hanyang | 0–4            | Becamex Bình Dương                                                                                  |
| --------------- | -------------- | --------------------------------------------------------------------------------------------------- |
|                 | Video Chi tiết | Lê Tấn Tài 34' · Csiki Norbert Gabor 45' · Queiroz Dias Wander Luiz 55' · Koulibaly Elis Kampri 65' |

| Hoàng Anh Gia Lai                      | 1–0            | Đại học Hanyang |
| -------------------------------------- | -------------- | --------------- |
| Trần Thanh Sơn 55' · Trần Bảo Toàn 83' | Video Chi tiết |                 |

| SHB Đà Nẵng                                        | 2–3            | Sài Gòn                                                          |
| -------------------------------------------------- | -------------- | ---------------------------------------------------------------- |
| Robert De Souza Ribeiro 52' · Nguyễn Thanh Hải 54' | Video Chi tiết | Nguyễn Hữu Sơn 67' · Dominique Da Sylva 68' · Lê Quốc Phương 80' |

| Đại học Hanyang | 0–3            | SHB Đà Nẵng                                        |
| --------------- | -------------- | -------------------------------------------------- |
|                 | Video Chi tiết | Robert De Souza Ribeiro 4', 12' · Gastón Merlo 54' |

| Hoàng Anh Gia Lai   | 1–4            | Becamex Bình Dương                                                             |
| ------------------- | -------------- | ------------------------------------------------------------------------------ |
| Nguyễn Cảnh Anh 84' | Video Chi tiết | Hồ Sỹ Giáp 13' · Koulibaly Elis Kampri 43', 60' · Queiroz Dias Wander Luiz 47' |

## Bảng xếp hạng tổng
| VT | Đội                | ST | T | H | B | BT | BB | HS | Đ | Giành quyền tham dự |
| -- | ------------------ | -- | - | - | - | -- | -- | -- | - | ------------------- |
| 1  | Hoàng Anh Gia Lai  | 4  | 3 | 0 | 1 | 8  | 6  | +2 | 9 | Vô địch             |
| 2  | Becamex Bình Dương | 4  | 2 | 2 | 0 | 11 | 4  | +7 | 8 | Á quân              |
| 3  | Sài Gòn            | 4  | 1 | 2 | 1 | 6  | 6  | 0  | 5 |                     |
| 4  | SHB Đà Nẵng        | 4  | 1 | 1 | 2 | 8  | 9  | −1 | 4 |                     |
| 5  | Đại học Hanyang    | 4  | 0 | 1 | 3 | 1  | 9  | −8 | 1 |                     |

## Các danh hiệu
- Đội vô địch:  Hoàng Anh Gia Lai
- Đội á quân:  Becamex Bình Dương
- Đội hạng ba:  Sài Gòn
- Đội đoạt giải phong cách:  SHB Đà Nẵng
- Vua phá lưới:  Koulibaly Elis Kampri (Becamex Bình Dương) và  Robert De Souza Ribeiro (SHB Đà Nẵng) với 4 bàn thắng
- Thủ môn xuất sắc nhất:  Bùi Tấn Trường (Becamex Bình Dương)
- Cầu thủ xuất sắc nhất:  Châu Ngọc Quang (Hoàng Anh Gia Lai)

## Kênh truyền hình
Các kênh truyền hình trực tiếp gồm: BTV1, BTV2.